# Пенская, Марианна Яновна
Марианна Яновна Пенская (англ. Marianna Pensky, урождённая Лумельская; род. 16 июня 1959, Пермь) — советский и американский математик и статистик, профессор отделения математики и статистики Университета Центральной Флориды.

## Биография
Родилась в семье доктора физико-математических наук, профессора Яна Петровича Лумельского и кандидата физико-математических наук Людмилы Михайловны Цирульниковой (род. 1933), доцента кафедры физики Пермского политехнического института. Младшая сестра — Елена Яновна Браверман, профессор отделения математики Университета Калгари. Внучка конструктора артиллерийского вооружения, лауреата Сталинской премии М. Ю. Цирульникова.
Окончила механико-математический факультет Пермского государственного университета (1981). Работала инженером, во время учёбы в аспирантуре начала специализироваться в области математической статистики. Диссертацию кандидата физико-математических наук по теме «Оценивание априорной плотности и функционалов от неё» защитила в 1988 году под руководством В. И. Питербарга. До эмиграции работала в Пермском государственном университете.
С 1995 года — в США (Уинтер-Парк), ассистент, доцент (2000) и профессор (2008) отделения математики Университета Центральной Флориды.
Основные труды в области математической статистики (непараметрической, байесовского анализа, теории надёжности и статистического контроля качества), теории случайных процессов, теории вероятностей, приложений статистических методов к биологическим исследованиям. В высокоцитируемой статье «Adaptive Wavelet Estimator for Nonparametric Density Deconvolution» (с B. Vidakovic, 1999) предложила вейвлет для оценки непараметрической плотности свёртки функций. Другая высокоцитируемая статья связана с разработкой алгоритма умножения разреженных матриц для анализа нейронных сетей. Соавтор компьютерной программы «Bayesian Analysis of Time Series» для генетических исследований.
Член редколлегии журналов «Journal of the American Statistical Association» (с 2019), «Journal of Statistical Planning and Inference» (с 2011), «Journal of Nonparametric Statistics» (с 2009), «Electronic Journal of Statistics» (2009—2012).
Член совета директоров Международного общества непараметрической статистики. Представитель Института математической статистики в научном комитете 4-й конференции Международного общества непараметрической статистики в Салерно (2018), входила в состав научного комитета 12-й международной конференции International Conference on Computational Intelligence Methods for Bioinformatics and Biostatistics в Неаполе (2015), 13-й конференции этого общества в Стерлинге (2016), 14-й — в Кальяри (2017), 15-й — в Капарике (Португалия, 2018) и 16-й — в Бергамо (2019); Гарвардской конференции по внедрению статистических методов в инженерное дело (2011), была приглашённым докладчиком на конференции Общества по стохастическим методам в анализе цифровых кодов в Виллар-де-Ланс (2011), членом жюри по премиям Линдли и Митчелла Международного общества байесовского анализа.
Действительный член (elected member) Международного статистического института (2014).

## Семья
- Была замужем за математиком Олегом Геннадьевичем Пенским, с которым училась на одном курсе. Сыновья — Юрий и Михаил.
- Племянники — математик Марк Браверман и физик-ядерщик Борис Браверман[38][39], золотой медалист Международной олимпиады по физике (2006)[40][41].

## Монографии
- Samuel Kotz, Yan Lumelskii, Marianna Pensky. Stress-Strength Model and Its Generalizations: The Theory and Applications. Singapore: World Scientific Publishing Company — Imperial College Press[англ.], 2003. — 272 pp[42][43].